# Anorak

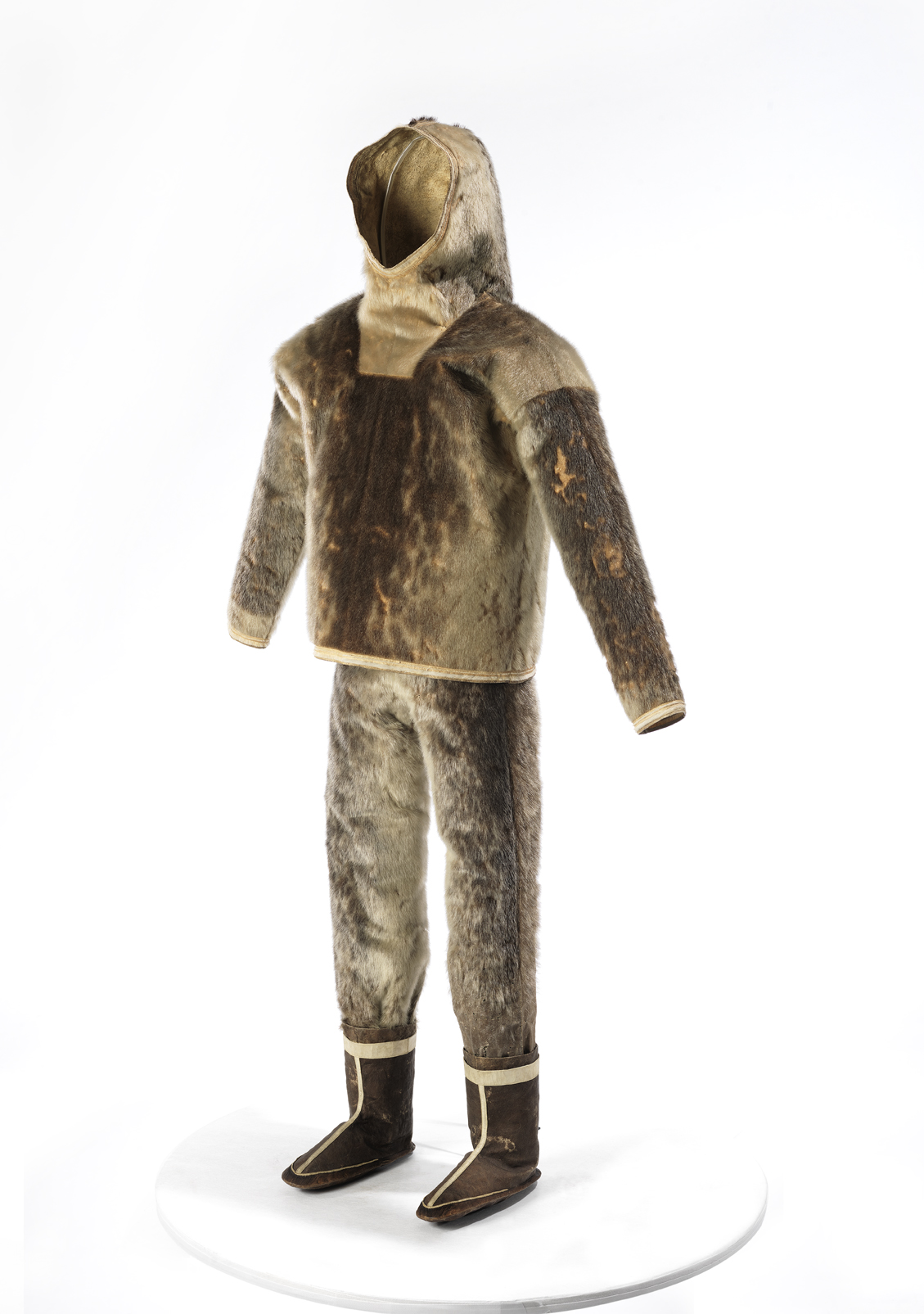
Inuicki anorak

Anorak (kalaallisut: annoraaq) – nieprzemakalna kurtka z kapturem i ściągaczem noszona przez Inuitów i polarników. Tradycyjnie anorak nie był rozpinany z przodu.